# Троткова
Троткова (словен. Trotkova) — поселення в общині Бенедикт, Подравський регіон‎, Словенія.